# Gendarmerie nationale congolaise
La gendarmerie nationale congolaise est une force de sécurité publique militaire au Congo. Ses missions et son organisation sont calquées sur celles de la Gendarmerie nationale française. Mise sur pied au moment de l'indépendance, elle comprenait, en 2007, environ 2000 gendarmes, sous-officiers et officiers.
Depuis janvier 2022, la gendarmerie nationale est rattachée au Ministère de l'Intérieur. 